# José Valverde
José Rafael Valverde, apodado Papa Grande (nacido el 24 de marzo de 1978 en El Seibo) es un exlanzador relevista dominicano que jugó para los Rieleros de Aguascalientes en la Liga Mexicana de Béisbol. Tiene dos bolas rápidas, una de dos costuras y otra de cuatro costuras; un splitter y un slider. Sus dos bolas rápidas van desde 95 MPH en adelante. Su splitter es conocido como su mejor y más eficaz lanzamiento.

## Carrera

### Arizona Diamondbacks
Valverde hizo su debut en las Grandes Ligas en 2003 para ayudar a un Diamondbacks de Arizona plagado de lesiones, uniéndose a Brandon Webb y Andrew Good después de que Randy Johnson y Curt Schilling dejaran al equipo debido a lesiones.
A pesar de haber sido el cerrador de los Diamondbacks desde que reemplazó a Brian Bruney en 2005, problemas en el montículo en el mes de junio de 2006 obligaron al mánager a darle el puesto al venezolano Jorge Julio. Valverde recuperó el papel de cerrador después de pasar algún tiempo con el equipo de Triple-A afiliado a los Diamondbacks, los Tucson Sidewinders. Volvió a la función de cerrador a principios de septiembre (ya que Julio se convirtió en demasiado inconsistente) y lanzó bien en su regreso. Valverde terminó la temporada 2006 con un balance de dos victorias, tres derrotas, una efectividad de 5.84 y 18 salvamentos.
El 23 de junio de 2007, Valverde superó a Matt Mantei como el líder en salvamentos de todos los tiempos de los Diamondbacks, con 75, una novena entrada perfecta contra los Orioles de Baltimore. Valverde participó en el Juego de las Estrellas 2007 como cerrador de Arizona. Hasta que fue cambiado durante la temporada baja de 2007, Valverde fue el cerrador de los Diamondbacks, y lideró toda las Grandes Ligas en salvamentos (47) durante la temporada regular del 2007.
El 25 de septiembre de 2007, Valverde fue nombrado como uno de los 10 finalistas para el "DHL Presents the Major League Baseball Delivery Man of the Year Award".

### Houston Astros
El 14 de diciembre de 2007, Valverde fue canjeado a los Astros de Houston por los lanzadores Chad Qualls, Juan Gutiérrez y el infielder/outfielder Chris Burke.
Terminó su primer año en Houston con 44 salvamentos en 51 oportunidades, un récord de 6-4, ponchó a 83, y una efectividad de 3.38. Lideró la Liga Nacional en salvamentos por segundo año consecutivo y fue segundo en las Grandes Ligas en salvamentos en 2008. Cuando Valverde entró en el juego, se mostró un breve video del tráiler de Tiburón narrado por Percy Rodrigues en la pantalla del Minute Maid Park, llevando a un montaje de sus mejores momentos con los Astros respaldado por la canción "Ladies and Gentlemen" de Saliva.
Después de la temporada 2009, Valverde se declaró agente libre, rechazando la oferta de arbitraje salarial propuesta por los Astros.

### Detroit Tigers
El 19 de enero de 2010, Valverde firmó un contrato por dos años y $14 millones de dólares con una opción del equipo para un tercer año por $9 millones con los Tigres de Detroit. Durante la primera mitad de la temporada tuvo una efectividad de 0.94 y tuvo una racha de 24 innings din permitir anotaciones, el cual es el más largo en la historia de los Tigres pasándole a Todd Jones que antes tenía el récord de 22 innings en el año 2000.
Valverde representó a los Tigres en el Juego de Estrellas 2010, junto con Justin Verlander y Miguel Cabrera. Después de la pausa por el Juego de Estrellas, sufrió algunas lesiones, terminando el año con 26 salvamentos y una efectividad de 3.00.

#### La temporada perfecta
El 8 de mayo de 2011, Valverde logró el salvamento número 200 de su carrera. Ese mismo año, Valverde fue elegido para su tercer Juego de las Estrellas, y el mánager de la Liga Americana Ron Washington eligió a Valverde para que sirva como su cerrador.
Valverde convirtió su salvamento consecutivo número 40, que data de la temporada 2010, el 25 de agosto de 2011, contra los Rays de Tampa Bay, convirtiéndose en el octavo lanzador en la historia de las Grandes Ligas para lograr la racha.
El 11 de septiembre de 2011, Valverde registró su salvado número 43 de la temporada, pasándole a Todd Jones, como el líder de salvamentos en una temporada dentro de la franquicia de los Tigres. Su salvamento 45 de la temporada el 16 de septiembre le aseguró a los Tigres el título de la División Central de la Liga Americana. En el día final de la temporada regular logró su salvamento consecutivo número 49, completando su perfecta temporada regular. Ganó el MLB Delivery Man of the Year Award como el relevista más destacado de la temporada regular. En 2011, lideró a los lanzadores de la Liga Americana en salvamentos, juegos (75), y juegos finalizados (70). Hasta el año 2011, estuvo en el sexto lugar en salvamentos en su carrera entre todos los lanzadores activos (242).
Logró dos salvamentos en la Serie Divisional de 2011, de los cuales el segundo envió a los Tigres a la Serie de Campeonato de 2011. Registró un salvamento en las dos victorias de los Tigres en la Serie de Campeonato.
Valverde terminó quinto en la votación para el Premio Cy Young de la Liga Americana, que fue ganado por su compañero de equipo Justin Verlander.
El 28 de octubre de 2011, los Tigres tomaron la opción del club en el contrato de Valverde.

## Estilo de lanzar
Valverde tira dos bolas rápidas de dos y cuatro costuras, un splitter, y un slider. Su bola rápida de cuatro costuras puede alcanzar entre las 97 y 100 MPH. Su bola rápida de dos costuras por lo general se registra alrededor de las 90 MPH. Su splitter y su slider por lo general se registran por encima de las 80 MPH y por debajo de las 90 MPH. Valverde es bien conocido por usar un determinado tipo de bola rápida a la vez, a veces sólo lanzando la de cuatro costuras exclusivamente en una salida, luego cambiando a splitters casi exclusivamente en el siguiente juego. Lo hace para tener un promedio por encima del control con una combinación abrumadora de velocidad, movimiento y agresividad en el ataque a la zona de strike.
Valverde es también conocido por su enérgico estilo, y muy emotivo en el montículo. Con frecuencia celebra sus outs y sus victorias. Algunos han cuestionado su comportamiento deportivo, entre ellos su excompañero de equipo Miguel Montero de los Diamondbacks de Arizona que lo ha llamado "poco profesional" y cuestionó su inteligencia diciendo Valverde es "un tonto".